# Radovan Král
Radovan Král (* 1. června 1975 Opava) je český herec, od roku 1998 člen souboru Městského divadla Zlín.

## Život
V roce 1998 vystudoval činoherní herectví na Divadelní fakultě Janáčkovy akademie múzických umění v Brně. Od roku 1998 je členem souboru Městského divadla Zlín.
RADOVAN KRÁL je stálicí zlínského hereckého souboru. Do angažmá v Městském divadle Zlín nastoupil v roce 1998, a to hned po studiích na Janáčkově akademii múzických umění, kde navštěvoval ateliér Niky Brettschneiderové a Vladimíra Kelbla. Netrvalo dlouho a díky svému všestrannému uměleckému talentu si ve Zlíně získal velkou přízeň diváků, kteří jej doposud 10 krát opakovaně zvolili nejoblíbenějším hercem v anketě Aplaus.
V roce 2009 byl za roli Charlieho Chaplina v inscenaci Charlie ve světlech moderní doby nominován na Cenu Sazky a Divadelních novin a v roce 2012 byl zařazen do širší nominace na Cenu Thálie za mimořádný jevištní výkon v roli Oresta v inscenaci Oresteia režiséra Jana Antonína Pitínského. Postupně nastudoval na zlínském jevišti více než sto rolí, patří mezi ně například Jura Baran (Je třeba zabít Sekala), Truffaldino (Sluha dvou pánů), Edward Kynaston (Kráska na scéně) nebo Jeník (Prodaná nevěsta). V posledních letech na sebe výrazně upozornil coby Tretin (Testosteron), Jerry Lukowski (Donaha!), Tomáš Baťa junior (Baťa III) nebo Scapino (Scapino). Aktuálně hraje a zpívá roli Edwarda  (muzikál Pretty Woman) a se svou ženou Petrou Královou vytvořili autorskou hudební inscenaci EVA! (životní příběh a písně Evy Pilarové)- světová premiéra 15.3.2025. 
https://www.ceskatelevize.cz/porady/1181680258-tyden-v-regionech-brno/325281381890329/cast/1105776/
Hostoval v Městském divadle Brno, v pražském Dejvickém divadle nebo v Moravském divadle Olomouc. Moderuje společenské akce, od roku 2012 působí jako průvodce barokní a klasicistní hudby souboru Czech Ensemble Baroque. Spolu se svou manželkou – herečkou Petrou Královou – nastudoval divadelně-hudební pořad Procházka slavnými muzikály, který se několikrát objevil na velkých open air pódiích na českých hradech a zámcích po boku dalších slavných tuzemských muzikálů. Objevil se v několika českých seriálech a filmech, naposledy v roli bratra Petra (Úsměvy smutných mužů).